# Монфорте — Гуарда — Коїмбра
Монфорте — Гуарда — Коїмбра — газопровідна система, що забезпечує блакитним паливом ряд регіонів на північному сході Португалії.
Система включає кілька створених у різний час ділянок, а саме:
– споруджену в 1999-му лінію Коїмбра – Мангуалде, яка має довжину 68 кілометрів, виконана в діаметрі 500 мм та отримує ресурс із газопроводу Лейрія – Туй;
– прокладену в 2001-му ділянку Монфорте – Гуарда довжиною 184 кілометра та діаметром 300 мм, що отримує ресурс із газопроводу Кампо-Майор – Лейрія;
– споруджену в 2013-му перемичку Мангуалде – Гуарда, яка має довжину 76 кілометрів та виконана в діаметрах 700 мм (від Мангуалде до Селорі́ку-да-Бе́йра довжиною 47 км) та 300 мм (від Гуарда до Селорі́ку-да-Бе́йра довжиною 29 кім).[неавторитетне джерело][сторінка?]